# Варнерюд, Александер
Александер Рикард Чадчай Тонгла-Иад Варнерюд (швед. Alexander Rickard Chadchai Thongla-Iad Warneryd; род. 21 августа 2005) — шведский футболист, полузащитник клуба «Вестерос».

## Клубная карьера
Футболом начал заниматься в команде «Рюдбохольм». В 11-летнем возрасте перешёл в академию «Эльфсборг», где занимался на протяжении двух лет. Затем присоединился к юношеской команде «Норрбю». 10 апреля 2023 года дебютировал за основную команду в матче первого дивизиона против «Юнгшиле». Всего за сезон провёл 23 матча, в которых забил один мяч. Игра Варнерюда привлекла внимание ряда клубов из Алльсвенскана.
19 января 2024 года перешёл в «Вестерос», по итогам предыдущего сезона занявший первое место в Суперэттане. Первую игру за новый клуб провёл 17 февраля в кубке Швеции против «Хаммарбю». 1 апреля во встрече первого тура с АИК дебютировал в чемпионате Швеции, заменив на 79-й минуте Макса Ларссона.

## Клубная статистика
| Выступление      | Выступление      | Выступление      | Лига | Лига | Кубки | Кубки | Конт. кубки | Конт. кубки | Итого | Итого |
| Клуб             | Лига             | Сезон            | Игры | Голы | Игры  | Голы  | Игры        | Голы        | Игры  | Голы  |
| ---------------- | ---------------- | ---------------- | ---- | ---- | ----- | ----- | ----------- | ----------- | ----- | ----- |
| Норрбю           | Дивизион 1       | 2023             | 23   | 1    | 1     | 0     | 0           | 0           | 24    | 1     |
| Норрбю           | Итого            | Итого            | 23   | 1    | 1     | 0     | 0           | 0           | 24    | 1     |
| Вестерос         | Алльсвенскан     | 2024             | 1    | 0    | 3     | 0     | 0           | 0           | 4     | 0     |
| Вестерос         | Итого            | Итого            | 1    | 0    | 3     | 0     | 0           | 0           | 4     | 0     |
| Всего за карьеру | Всего за карьеру | Всего за карьеру | 24   | 1    | 4     | 0     | 0           | 0           | 28    | 1     |